# Ha (mitología)
Ha era el "Señor de los desiertos occidentales" en la mitología egipcia. Es el patrón de las montañas desérticas. Fue asociado también al inframundo (Duat). 

## Iconografía
Era representado como un hombre coronado con el símbolo de las colinas del desierto sobre su cabeza, o como humano portando sobre la cabeza el jeroglífico que designaba el Oeste. También con un arpón en la mano para atacar a los hipopótamos. 

## Mitología
Como Señor del Desierto, Ha defendía de enemigos del Occidente del país, probablemente las tribus nómadas provenientes de Libia. También se le atribuía la creación de los oasis. 

## Epítetos
Recibió los títulos de “Señor de Libia” y “Señor del Occidente”.

## Culto
Era el dios del nomo VII del Bajo Egipto. Fue venerado en Huy. Ocupaba un importante lugar en la fiesta Heb Sed, junto a Igai. También ocupaba un lugar preferente en el culto funerario. 
| H | A | N25 · R12 | A40 |

| H | A | N25 · R12 | A40 |